# Heather Juergensen
Heather Juergensen (* 2. Januar 1970 in Brooklyn, New York City) ist eine US-amerikanische Schauspielerin, Drehbuchautorin und Filmproduzentin.

## Leben und Leistungen
Juergensen wuchs in Brooklyn auf und schloss im Jahr 1987 die High School ab. Ihre erste Filmrolle spielte sie im Kurzfilm The Afterlife of Grandpa, der mit einem Sonderpreis des Festivals WorldFest Houston prämiert wurde. Danach schloss sie ein Psychologiestudium an der McGill University ab und arbeitete zeitweise in der Werbebranche.  Gemeinsam mit Jennifer Westfeldt schrieb sie das Theaterstück Lipschtick, in dem beide Frauen in den Hauptrollen eines lesbischen Liebespaares auftraten. Das Stück wurde als Komödie Kissing Jessica verfilmt, in der Juergensen und Westfeldt die gleichen Rollen wie im Theaterstück übernahmen; außerdem schrieben sie das Drehbuch und produzierten sie den Film mit. Sie erhielten im Jahr 2001 einen Sonderpreis des Los Angeles IFP/West Film Festivals und wurden im Jahr 2003 für das Drehbuch für den Independent Spirit Award nominiert.
Im Filmdrama Red Roses and Petrol spielte Juergensen an der Seite von Malcolm McDowell eine der größeren Rollen. In der Komödie The Hammer spielte sie eine größere Rolle, außerdem produzierte sie den Film mit. In der Komödie The Suzy Prophecy übernahm sie die Titelrolle, führte Regie, schrieb das Drehbuch und produzierte den Film.
Juergensen ist seit dem Jahr 2003 mit dem Filmproduzenten und Drehbuchautor Kevin Hench verheiratet, mit dem sie eine Tochter hat. Sie lebt in Los Angeles.

## Filmografie (Auswahl)
- 1989: The Afterlife of Grandpa (Kurzfilm)
- 2001: Kissing Jessica (Kissing Jessica Stein)
- 2003: Red Roses and Petrol
- 2003: Die Geistervilla (The Haunted Mansion)
- 2005: Cell Call (Kurzfilm)
- 2007: The Hammer
- 2007: The Suzy Prophecy